# Quèdeix de Judà
Quèdeix fou una ciutat situada a la part meridional del territori de la tribu de Judà que, si bé és esmentada un parell de vegades, no va tenir cap paper en la història. Pot ser que fos la mateixa ciutat que Cadeix-Barnea.